# Xe cứu thương

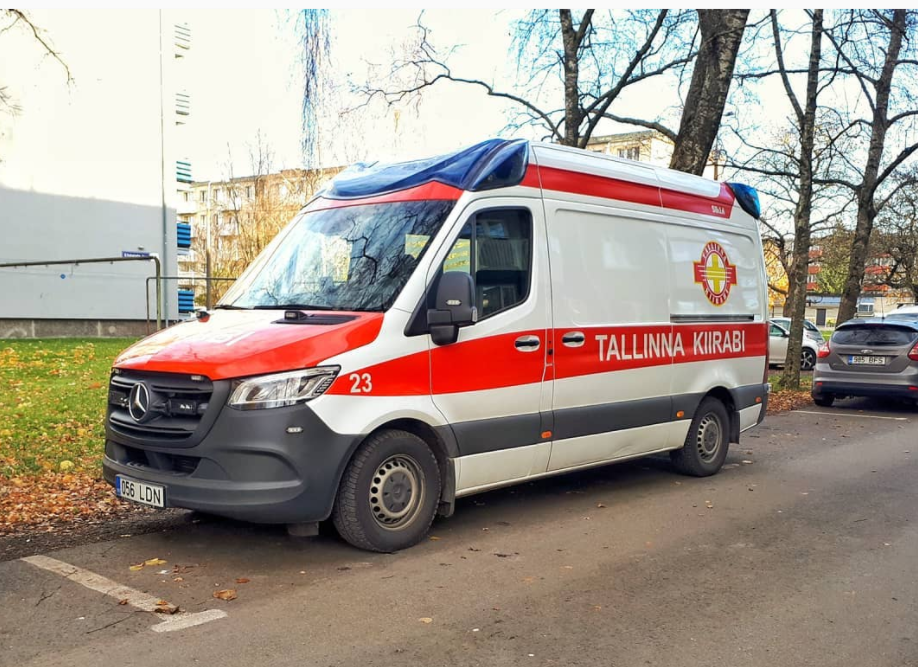
Một chiếc xe cứu thương hiện đại ở Tallinn, Estonia

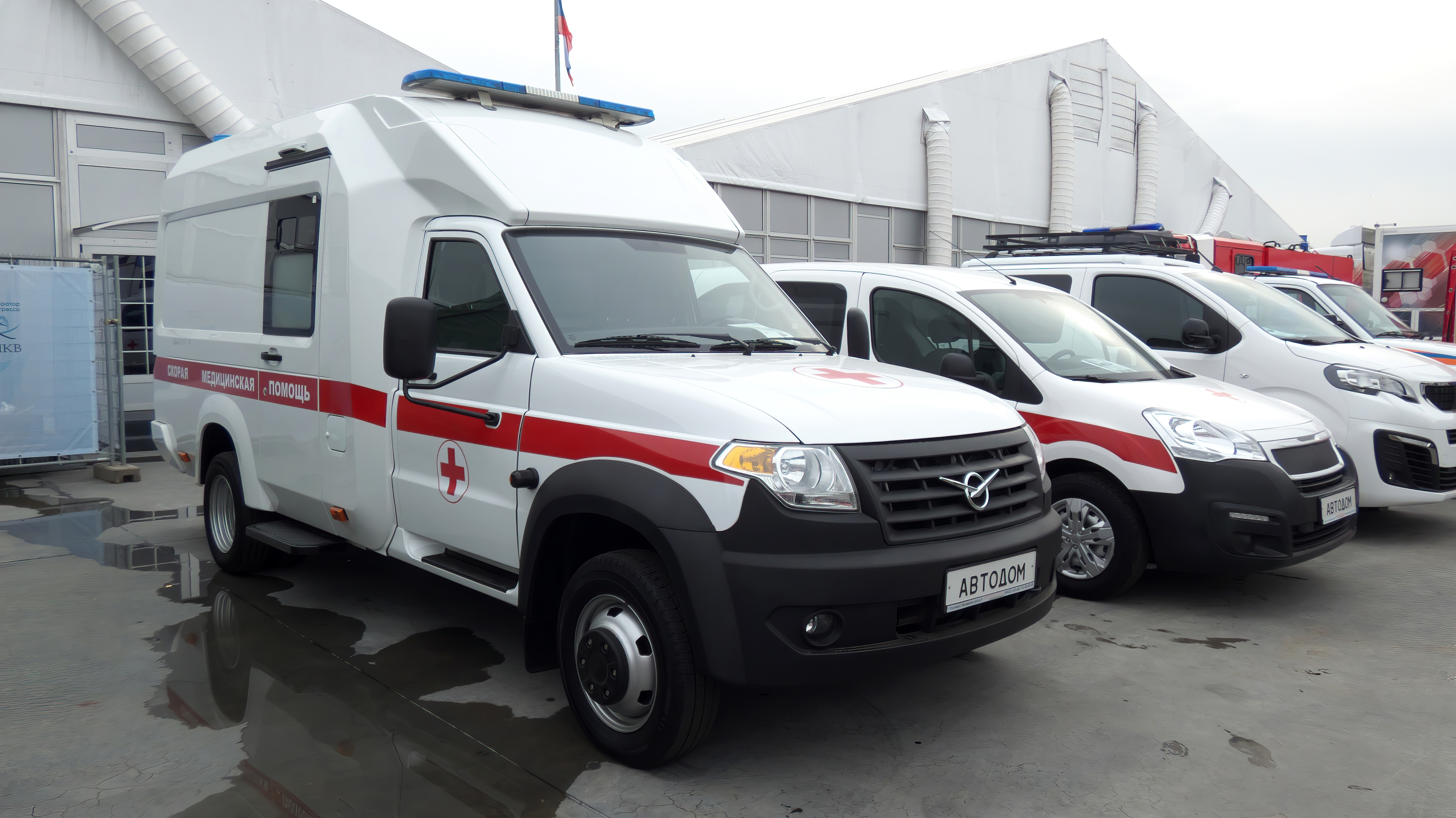
Xe cứu thương xuyên Quốc gia Ở Nga.

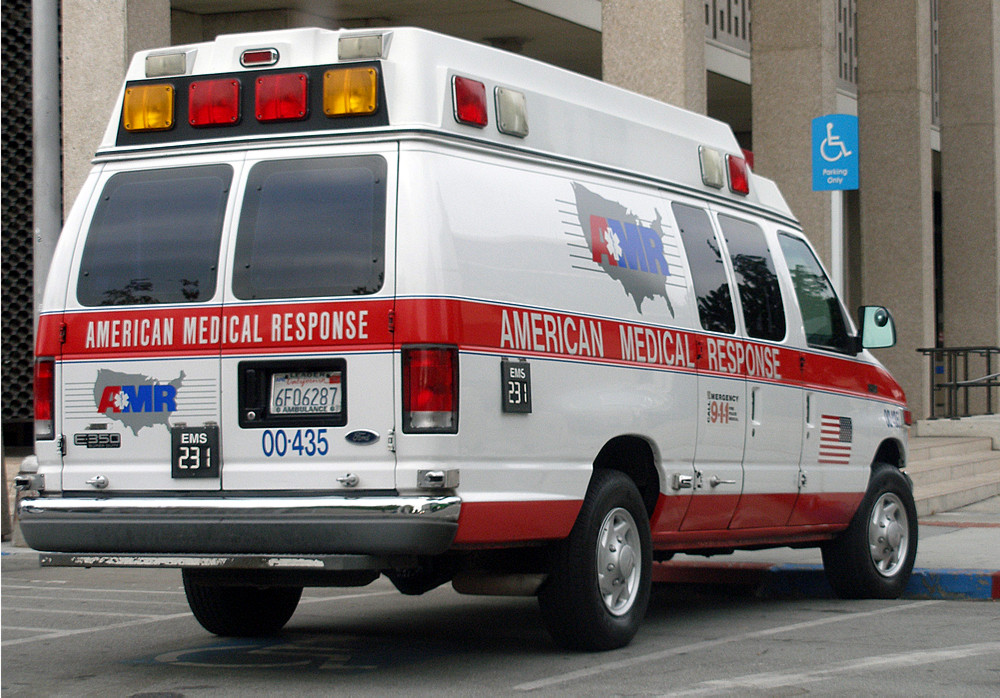
Hình xe cứu thương

Xe cứu thương hay xe cấp cứu là loại xe chuyên dùng của ngành y tế, dùng để đưa đến bệnh viện cấp cứu các bệnh nhân.

## Phân loại
Xe cứu thương có loại đi đường bộ, đi đường hàng không và đường thủy
Loại đi đường bộ có thể là xe ôtô, xe máy, xe chó kéo, thậm chí là xe đạp

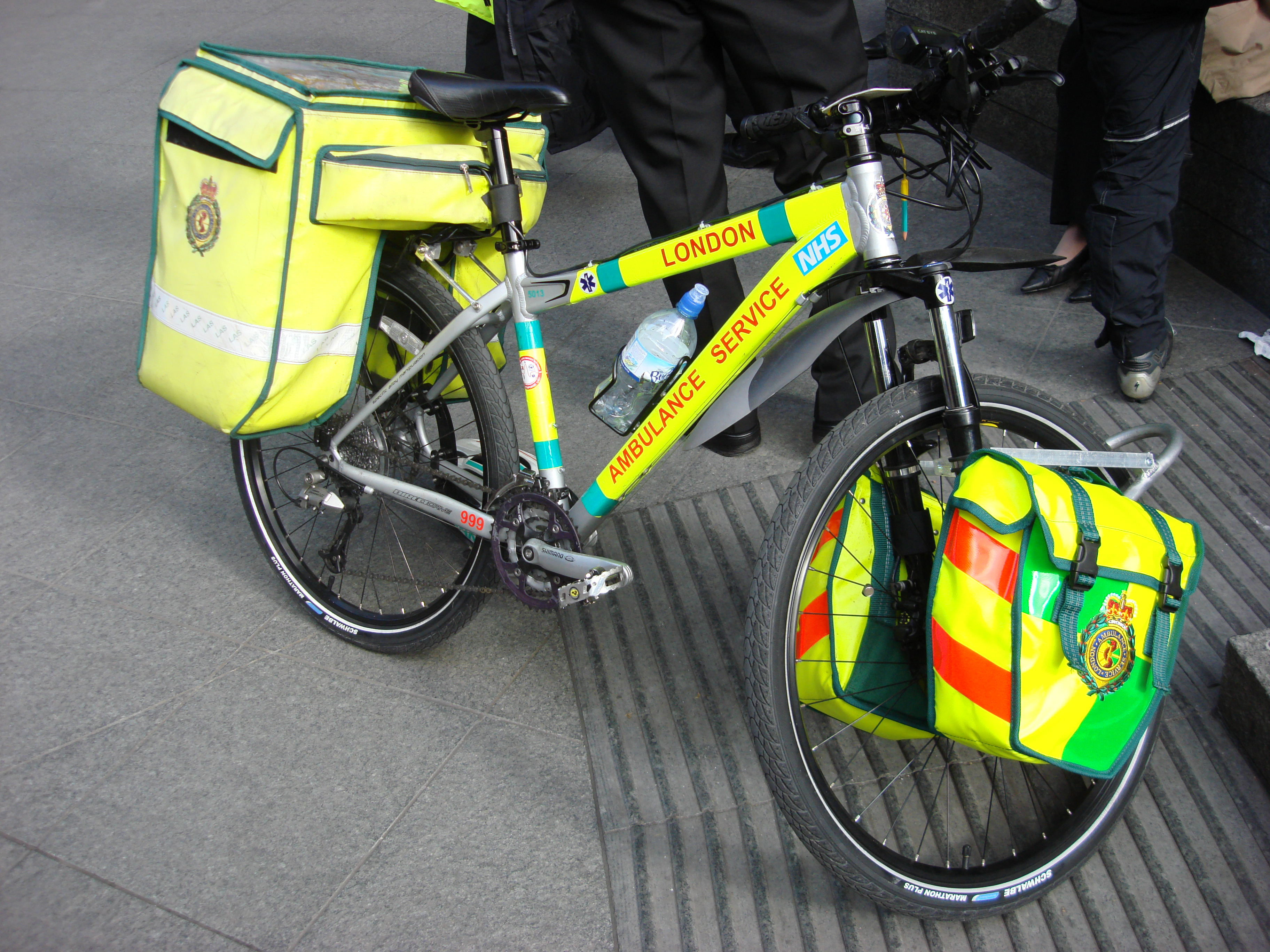

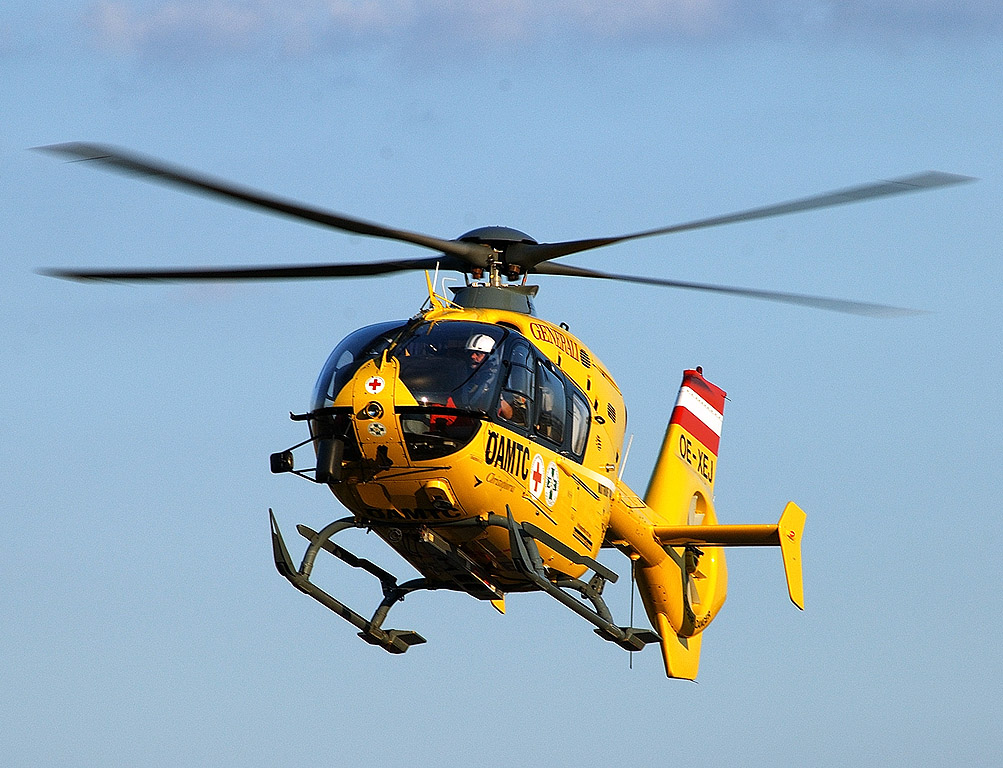
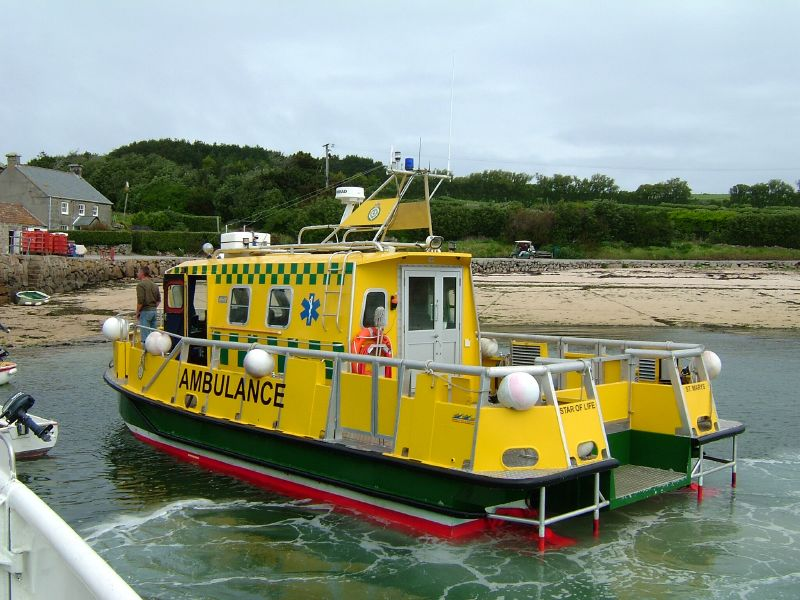

## Cấu tạo xe cứu thương trên bộ
- Trên xe có lắp đèn tín hiệu;
- Lắp còi báo hiệu;

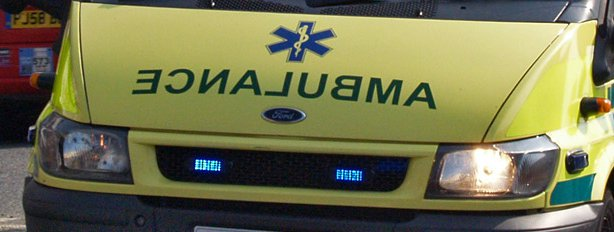
Chữ AMBULANCE được cố tình sơn ngược ở mặt trước của xe cứu thương.

- Ngoài xe có sơn ký hiệu của ngành y tế. Trong trường hợp xe được dùng cho các mục đích phù hợp với yêu cầu của hội chữ thập đỏ, biểu tượng chữ thập đỏ có thể được sử dụng [1].
- Phía trước xe thường có chữ AMBULANCE viết ngược, mục đích để xe đi trước, nhìn qua gương chiếu hậu đọc được dễ dàng.
- Bên trong khoang tài xế có 2 chỗ ngồi và vách ngăn với khoang bệnh nhân.
- Khoang bệnh nhân thì có 2 chỗ ngồi dành cho y tá và bác sĩ, cáng cứu thương chính và cáng phụ, còn có hộp đựng đồ sơ cứu, bình oxy, máy hút đàm, giá treo dịch truyền.
- Xe cứu thương còn có loại cao cấp như một bệnh viện di động có cả bồn nước và nước để cung cấp cho bác sĩ có thể phẫu thuật ngay trên xe mà không cần đến bệnh viện, ở Việt Nam thì chưa có loại xe này.

## Quy định ưu tiên
- Khi xe đi làm nhiệm vụ,xe được phép đi ngược chiều,đi vào tất cả các loại đường và được phép vượt đèn đỏ[cần dẫn nguồn].

 Tư liệu liên quan tới Ambulances tại Wikimedia Commons